# Limfocyty trzeciej populacji
Limfocyty trzeciej populacji - przeważają tu LGL - duże ziarniste limfocyty, 70% z nich to komórki NK. Ponadto zaliczyć tu można prekursory limfocytów B i T. Potrafią one wykazywać spontaniczną cytotoksyczność wobec komórek nowotworowych, bez wcześniejszego uczulenia.